# عمى الألوان
عمى الألوان، والمعروف أيضًا باسم نقص رؤية الألوان، هو انخفاض في القدرة على رؤية اللون أو اختلافات اللون بشكل تصبح فيه بعض المهام البسيطة مثل اختيار الفاكهة الناضجة، أو اختيار الملابس، أو قراءة إشارات المرور، مهماتٍ صعبةً. قد يجعل عمى الألوان بعض الأنشطة التعليمية أكثر صعوبة. ومع ذلك، تُعد المشاكل الناتجة عنه بسيطة نوعًا ما، ويجد معظم الناس التكيف معه أمرًا ممكنًا. قد يكون لدى الأشخاص الذين يعانون عمى الألوان الكلي (الأكروماتوبسيا) نقص في حدة البصر ويكونون غير مرتاحين عند وجودهم في البيئات الساطعة.
السبب الأكثر شيوعًا لعمى الألوان هو مشكلة وراثية في تطور واحدة أو أكثر من المجموعات الثلاث للخلايا المخروطية المستشعرة للون ضمن العين. يُعد الذكور أكثر عرضة للإصابة بعمى الألوان من الإناث، بسبب أن الجينات المسؤولة عن أكثر أشكاله شيوعًا موجودة على الكروموسوم إكس. يُعوض الخلل عادة عند الإناث نظرًا إلى امتلاكهن اثنين من الكروموسومات إكس يعوض أحدهما الآخر، وبالتالي يمكن للأنثى أن تصبح حاملة للمرض فقط. يمتلك الذكور كروموسوم إكس واحدًا فقط، وبالتالي تكون احتمالية ظهور الاضطراب الوراثي مؤكدة عند وجود الاعتلال في هذا الكروموسوم. يمكن أن ينتج عمى الألوان أيضًا عن أضرار فيزيائية أو كيميائية في العين، أو العصب البصري، أو أجزاء معينة من الدماغ. تُشخص الحالة عادة باستخدام اختبار إيشيهارا للألوان. ومع ذلك، هناك أيضًا عدد من طرق الاختبار الأخرى، بما في ذلك الفحص الجيني.
لا يوجد علاج شافٍ لعمى الألوان حتى الآن. قد يسمح التشخيص لمعلّم الشخص بتغيير طريقة تدريسه من أجل التعامل مع القدرة المنخفضة على التعرف على الألوان. تساعد العدسات الخاصة الأشخاص المصابين بعمى اللونين الأحمر والأخضر عندما يكونون في بيئات مشرقة. هناك أيضًا تطبيقات للهواتف المحمولة يمكنها مساعدة الأشخاص على تحديد الألوان.
يُصنف عمى اللونين الأحمر والأخضر على أنه الشكل الأكثر شيوعًا، يليه عمى اللونين الأزرق والأصفر وعمى الألوان الكلي. يصيب عمى اللونين الأحمر والأخضر ما يصل إلى 8% من الذكور و0.5% من الإناث من الأصل الأوروبي الشمالي. تقل القدرة على رؤية الألوان في الشيخوخة أيضًا. قد تجعل الإصابة بعمى الألوان الأشخاص غير مؤهلين من أجل شَغل وظائف معينة في بلدان معينة. يشمل ذلك أن يصبح المرء طيارًا، أو سائق قطار، أو مشغل رافعة، بالإضافة إلى عدم قدرته على العمل في القوات المسلحة. يُعد تأثير عمى الألوان على القدرة الفنية موضوعًا مثيرًا للجدل، إذ يبدو أن القدرة على الرسم لا تتغير، ويُعتقد أن عددًا من الفنانين المشهورين كانوا مصابين به.

## العلامات والأعراض
يحتفظ المصابون بعمى الألوان في جميع الحالات تقريبًا بالقدرة على التمييز بين اللونين الأزرق والأصفر، ومعظم الأفراد المصابين بعمى الألوان هم من الأشخاص المصابين بثلاثية الألوان الشاذة وليسوا أشخاصًا مصابين بازدواجية اللون الكاملة. يعني هذا في الممارسة العملية أنهم غالبًا ما يحتفظون بتمييز محدود على طول محور اللون الأحمر والأخضر، على الرغم من قلة قدرتهم على تمييز الألوان في هذا البعد. نادرًا ما يشير عمى الألوان إلى أحادية اللون الكاملة.
غالبًا ما تسبب ازدواجية اللون خلطًا بين العناصر الحمراء والخضراء. على سبيل المثال، قد يجد المصابون بها صعوبة في تمييز تفاحة خضراء عن تفاحة حمراء، أو تمييز اللون الأحمر عن الأخضر عند إشارات المرور دون أدلة أخرى؛ على سبيل المثال، الشكل أو الموضع. يميل المصابون بازدواجية اللون إلى تعلم الاستدلال عن طريق الملمس والشكل، وبالتالي قد يكونون قادرين على فهم التمويه المصمم من أجل تضليل الأفراد ذوي الرؤية الطبيعية للألوان.
ألوان إشارات المرور مربكة لبعض المصابين بازدواجية اللون بسبب عدم وجود فرق واضح بين إشارات المرور الحمراء/الصفراء ومصابيح الصوديوم الموجودة في الشوارع؛ أيضًا، يمكن الخلط بين المصباحين الأخضر والأبيض المتسخ. يُعد هذا خطرًا على الطرق السريعة حيث لا يمكن استخدام الأدلة الزاويّة. تستخدم إشارات المصباح الملون» بريتيش رايل» ألوانًا أكثر سهولة في التحديد: الأحمر هو أحمر الدم، والكهرمان هو الأصفر، والأخضر هو لون مزرق. تُثبّت معظم إشارات المرور البريطانية عموديًا على مستطيل أسود مع حد أبيض (يشكّل «لوحة رؤية»)، وبالتالي يمكن للمصابين بازدواجية اللون أن يبحثوا بسهولة أكبر عن موضع الضوء داخل المستطيل؛ في الأعلى، أو في الوسط، أو في الأسفل. في المقاطعات الشرقية من كندا، تتميز إشارات المرور المثبتة أفقيًا عمومًا حسب الشكل من أجل تسهيل التعرف عليها عند من يعانون عمى الألوان. في الولايات المتحدة، يجري التمييز حسب الموضع لا الشكل؛ الضوء الأحمر موجود دائمًا في اليسار إذا كانت إشارة المرور أفقية، أو في الأعلى إذا كانت عمودية. ومع ذلك، ما يزال الضوء الوامض الوحيد (على سبيل المثال، الأحمر للتوقف، والأصفر للحذر) يمثل مشكلةً.

## الصفة السائدة
يؤثر عمى الألوان على عدد لا بأس به من الناس، مع ذلك تختلف النسبة بين الجماعات. يحصل لثمانية من المئة من الذكور و0.4 بالمئة بين الإناث. تزداد نسبة حصول عمى الألوان وبما فيه الحالات الأقل احتمالاً في المجتمعات المعزولة ومع التحديد في نوعية الجينات.

## أسباب حصول عمى الألوان
هناك أنواع عديدة من عمى الألوان. إن العمى الذي سببه وراثي هو الأكثر شيوعاً، ولكن ممكن أن يكون سبب العمى خللا بالشبكية أو العصب البصري أو في مناطق الدماغ.
هناك نوعان من عمى الألوان من حيث..
عمى ألوان أحادي اللون: وفيه يرى الشخص العالم بلونين هما الأبيض والأسود.. كأنه يشاهد فيلما قديما.
عمى ألوان ثنائي اللون: وفيه يكون الشخص غير قادر على تمييز ألوان معينة.. كأن لا يستطيع التمييز بين الأخضر والأحمر.. أو الأصفر والبرتقالي.
أما عن أسباب حدوث عمى الألوان فذلك ناتج عن المخاريط الموجودة في شبكية العين.
في شبكية العين للإنسان الطبيعي هناك ثلاث مخاريط في داخل شبكية العين..
المخاريط الخضراء
المخاريط الحمراء
المخاريط الزرقاء
في داخل كل مخروط هناك صبغات محددة وظيفتها امتصاص الضوء المنعكس من على الأجسام ومن ثم إدراك الألوان..
في حالة العمى الثنائي يكون هناك خلل في أحد المخاريط سواء الخضراء أو الحمراء أو الزرقاء.. أما في الإنسان العادي والذي يتمتع بالرؤية ثلاثية الألوان.. فإن جميع المخاريط في شبكية العين تكون سليمة وجاهزة للعمل في أي وقت.

## تصنيف عمى الألوان
تحتوي شبكية عين الإنسان على نوعين من الخلايا الحساسة للضوء:
- الخلايا النبوتية (العصوية) نبابيت Rods (فعالة في الضوء الخافت)
- الخلايا المخروطية اقماعCones (فعالة في ضوء النهار الاعتيادي).

هناك ثلاثة أنواع من الخلايا المخروطية (الأقماع) وكل منها تحتوي على صبغة معينة وتعمل الخلايا المخروطية عندما تمتص الصبغات الضوء الساقط على الأجسام والمنعكس إلى شبكية العين تعمل على تحويله إلى إشارات كهربائية تعبر إلى المخ عن طريق العصب البصري والذي يترجمها إلى ما نراه من حولنا بالألوان.
يختلف امتصاص ألوان الطيف بواسطة الصبغات، فإحدى تلك الصبغات هي حساسة جداً للألوان ذات الطول الموجي القصير (تمتص الضوء الأزرق وتميزه)والأخرى حساسة للطول الموجي المتوسط (تمتص الضوء الأخضر وتميزه)والثالثة حساسة جداً للأطوال الموجية الطويلة (تمتص اللون الأصفر وتميزه)
ومن المهم أن نلاحظ أن قابلية الامتصاص الطيفي لهذه الأجزاء الثلاثة تغطي معظم الضوء المرئي، لذلك من الخطأ أن نسميها مستقبلات اللون «الأزرق» و «الأخضر» و «الأحمر» بيربيلاي لأن مستقبل اللون الأحمر تكون حساسيته ضمن اللون الأصفر.
إن الأنواع المختلفة من عمى الألوان تحصل بسبب خلل بوظيفة بعض أو كل نظام المخاريط في الشبكية. ومعظم أسباب عمى الألوان عند الإنسان هو الخلل بمنطقة امتصاص الأطوال المتوسطة والطويلة لألوان الطيف الشمسي مما يسبب عدم تمييز اللون الأحمر والأصفر والأخضر عن بعضها البعض، تسمى هذه الحالة «عمى اللون الأحمر والأخضر» ولكن الاسم لا ينطبق على الخلل الحاصل.
الأنواع الأخرى من عمى الألوان تعتبر أقل حدوثاً، منها عدم القدرة على التمييز بين اللون الأزرق والأصفر والحالة الأندر من بينهم هم عدم القدرة على التمييز بين الألوان جميعها حيث الشخص لا يميز اللون الرمادي واللون الأسود والأبيض في الأفلام والصور.

## التشخيص

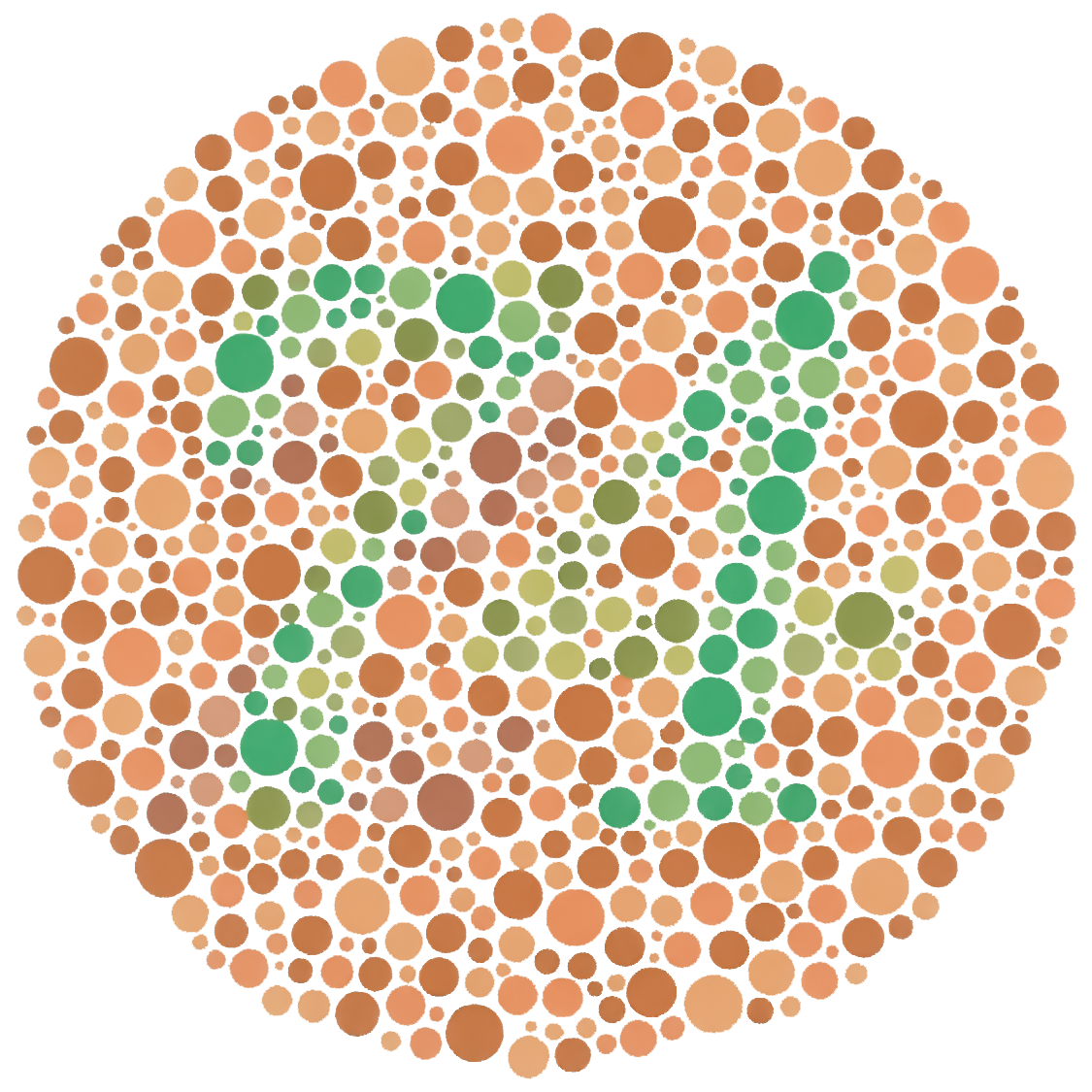
أحد صور اختبار إيشيهارا للألوان.

يعتمد اختبار إيشيهارا للألوان على مجموعة من الصورة تحوي بقع ملونة فيها، وهو الفحص المستخدم بشكل كبير في تشخيص أخطأ رؤية اللون الأخضر-الأحمر. تحتوي الصورة عادة على واحد أو أكثر من الأرقام العربية ملون بلون مختلف عن باقي أجزاء الصورة، ويكون من الممكن مشاهدته من قبل شخص نظره سليم، ولكن ليس من قبل الأشخاص المصابين بعمى الألوان.
إلا أن هناك انتقادات لاختبار إيشيهارا على أنه يحتوي أرقاما، قد لا يستطيع الأطفال الصغار قراءتها الذين لم يكونوا قد تعلموا قراءة الأرقام بعد.

## العلاج
لا يوجد علاج لعمى الألوان ولكن هناك عدسات لاصقة ونظارات ممكن أن تحسن التمييز بين الألوان .

## علم الأوبئة
عمى الألوان يصيب عدد كبير من الناس على الرغم أن النسب الدقيقة تختلف بين الجماعات. في أستراليا، على سبيل المثال، فإنه يحدث لحوالي 8% من الذكور و0.4 % فقط للإناث.

## معرض صور

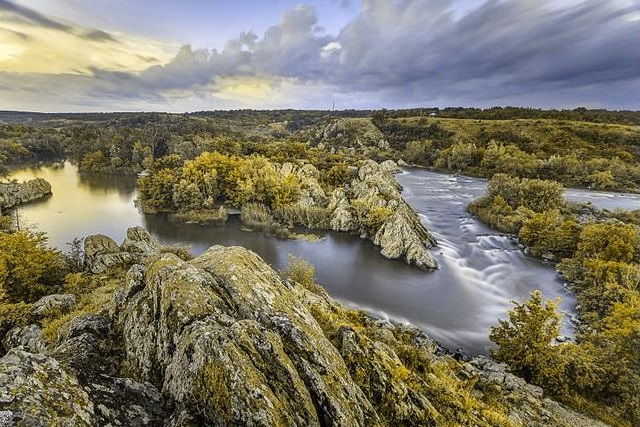
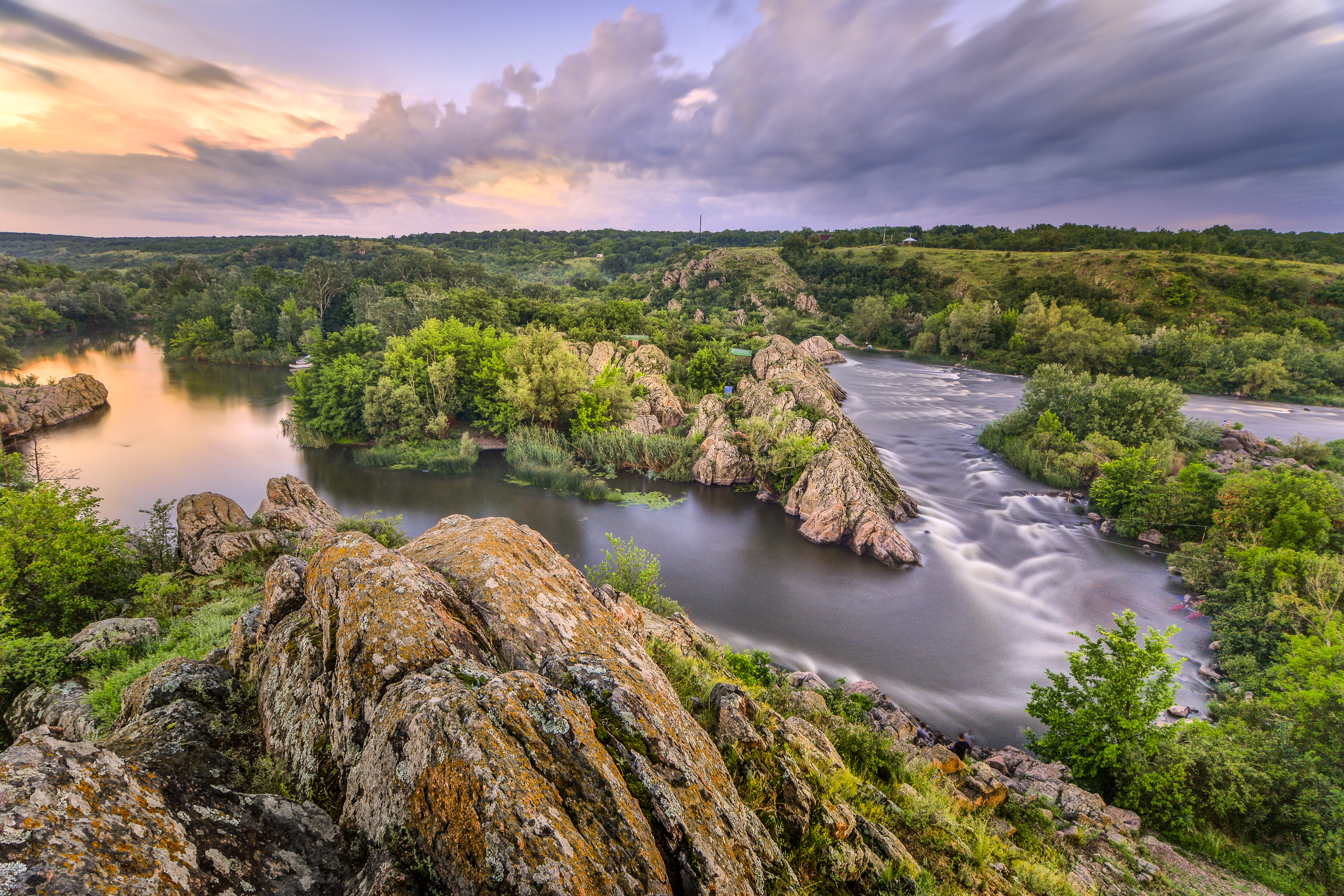
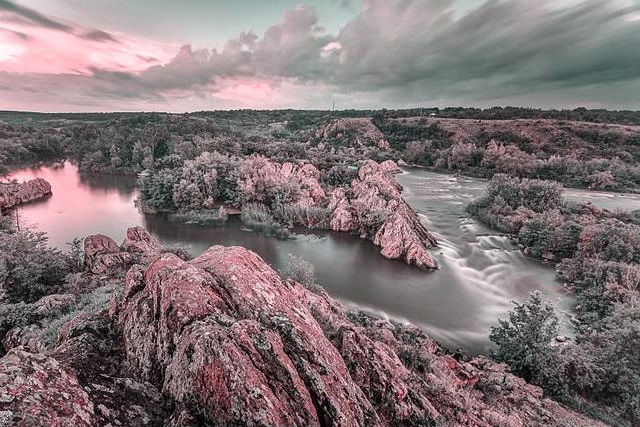
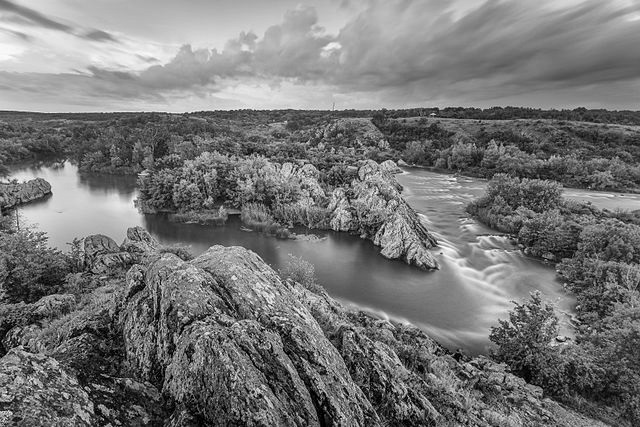